# 대한민국 공군의 부대 및 편성 목록
다음은 대한민국 공군의 조직 구조 목록이다.

## 본부
| - 참모총장 - 감찰실 - 정훈공보실 - 시설실 - 비서실 - 법무실 - 군종실 - 의무실 - 참모차장 - 기획관리참모 - 인사참모 - 정보작전지원참모 - 군수참모 - 정보화기획실 | - 항공안전단 - 전력지원체계사업단 - 항공우주전투발전단 - 역사기록관리단 - 정보체계관리단 - 공군기상단 - 공군군사경찰단 - 공군검찰단 - 항공우주의료원 - 공군사관학교 - 근무지원단 - 제55훈련비행전대 - 제212비행교육대대 - 제53특수비행전대 - 제239특수비행대대 "블랙이글" - 제239항공기정비대대 - 제91항공공병전대 |

## 공군작전사령부
| - 근무지원단 - 작전정보통신단 - 항공우주작전본부 - 항공정보단 - 항공지원작전단 - 제7항공통신전대 | - 제1미사일방어여단 - 제2미사일방어여단 - 제3미사일방어여단 - 미사일우주감시대대 - 사격지원대 | - 중앙방공통제소 - 제31방공통제전대 - 제32방공통제전대 - 제33방공관제전대 - 제34방공관제전대 |